# Marius Barbarou
Marius Jean-Baptiste Barbarou (Moissac, 28 ottobre 1876 – Neuilly-sur-Seine, 8 dicembre 1956) è stato un ingegnere francese specializzato nella progettazione di automobili e di motori aeronautici di grande potenza.

## Biografia

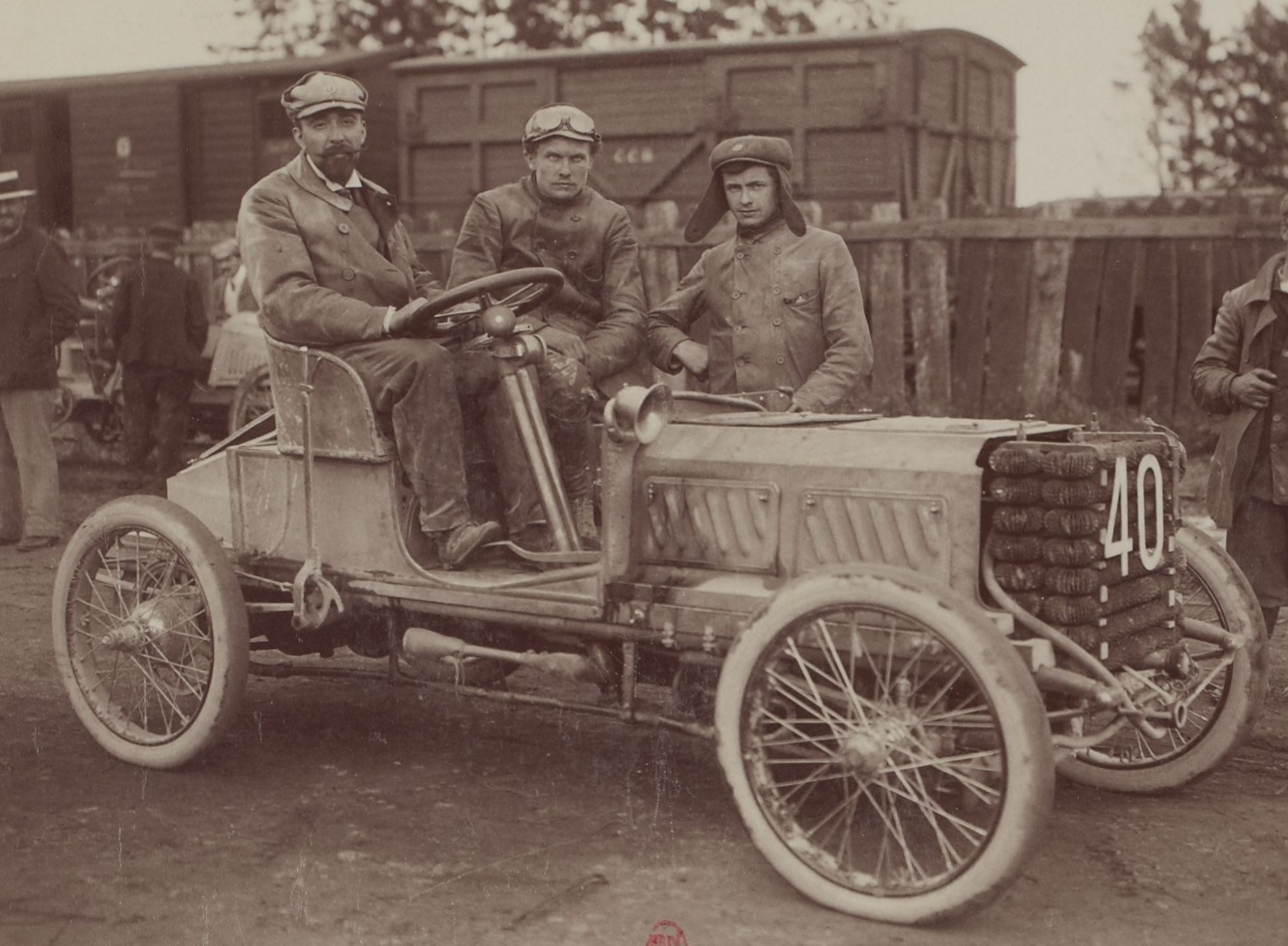
Marius Barbarou al volante di una Clément-Bayard al Circuito delle Ardenne nel 1902.

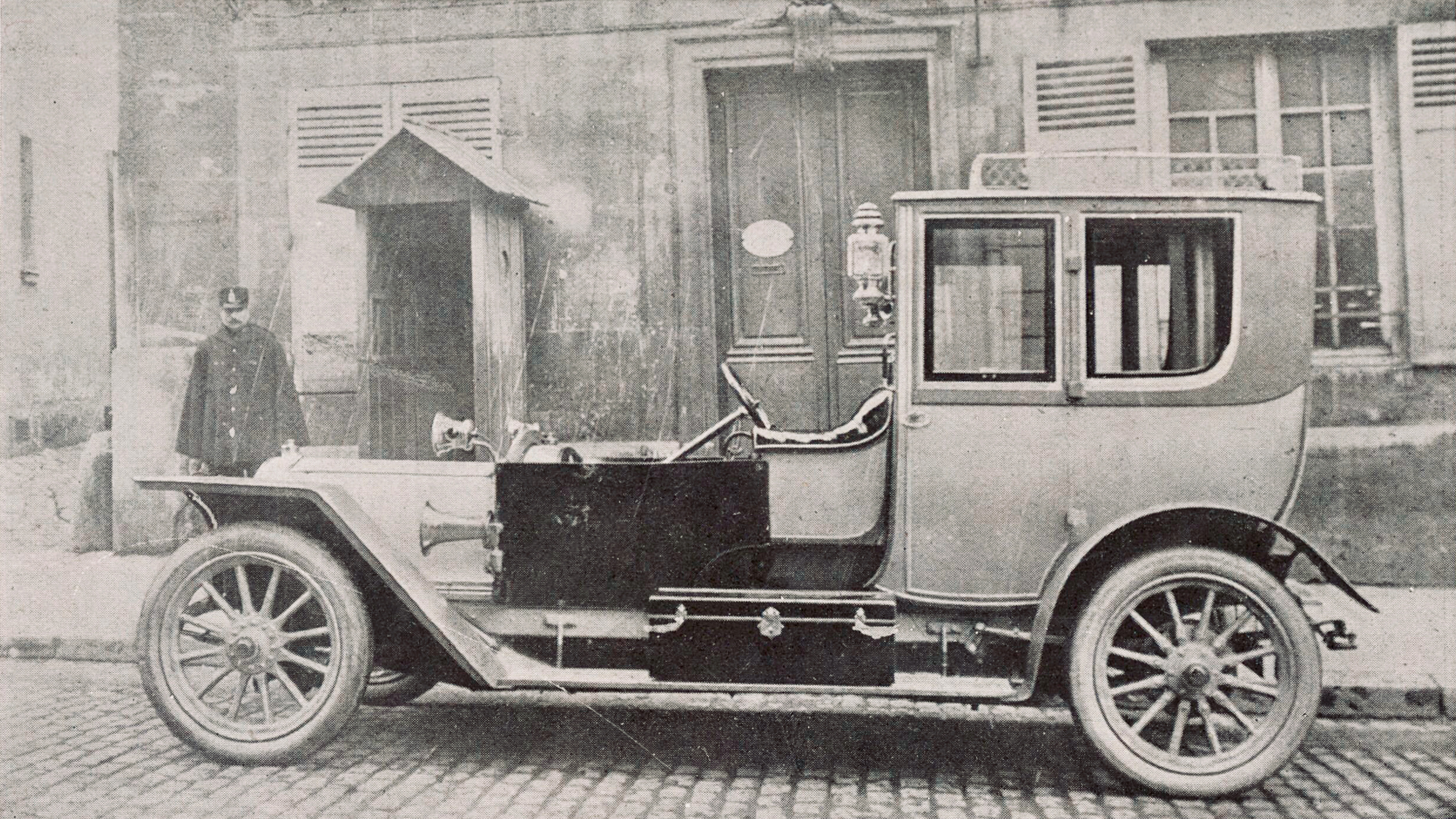
Une prestante Delaunay-Belleville appartenente alla banda Bonnot.

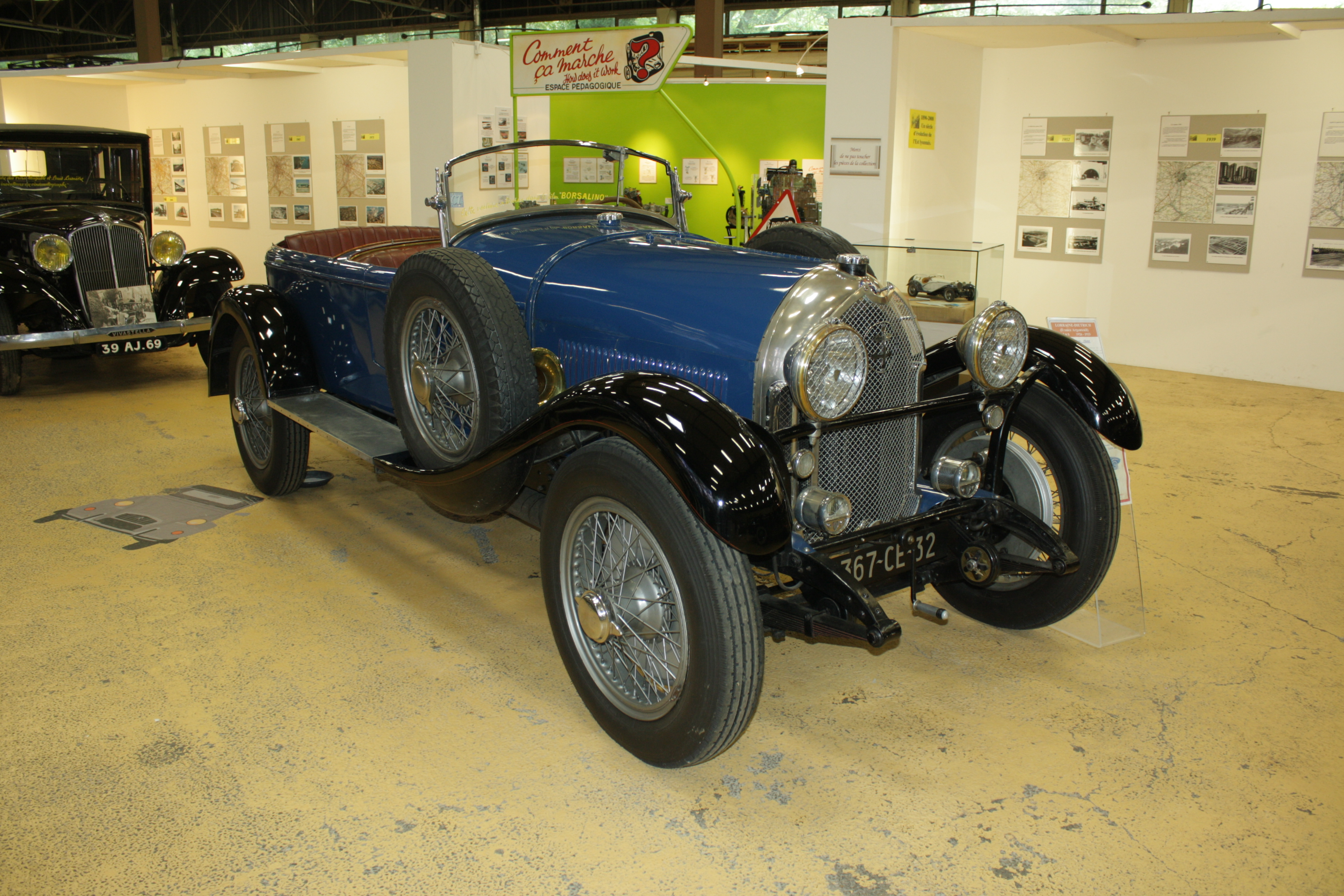
Une Lorraine-Dietrich B3-6S comparsa nel film Borsalino.

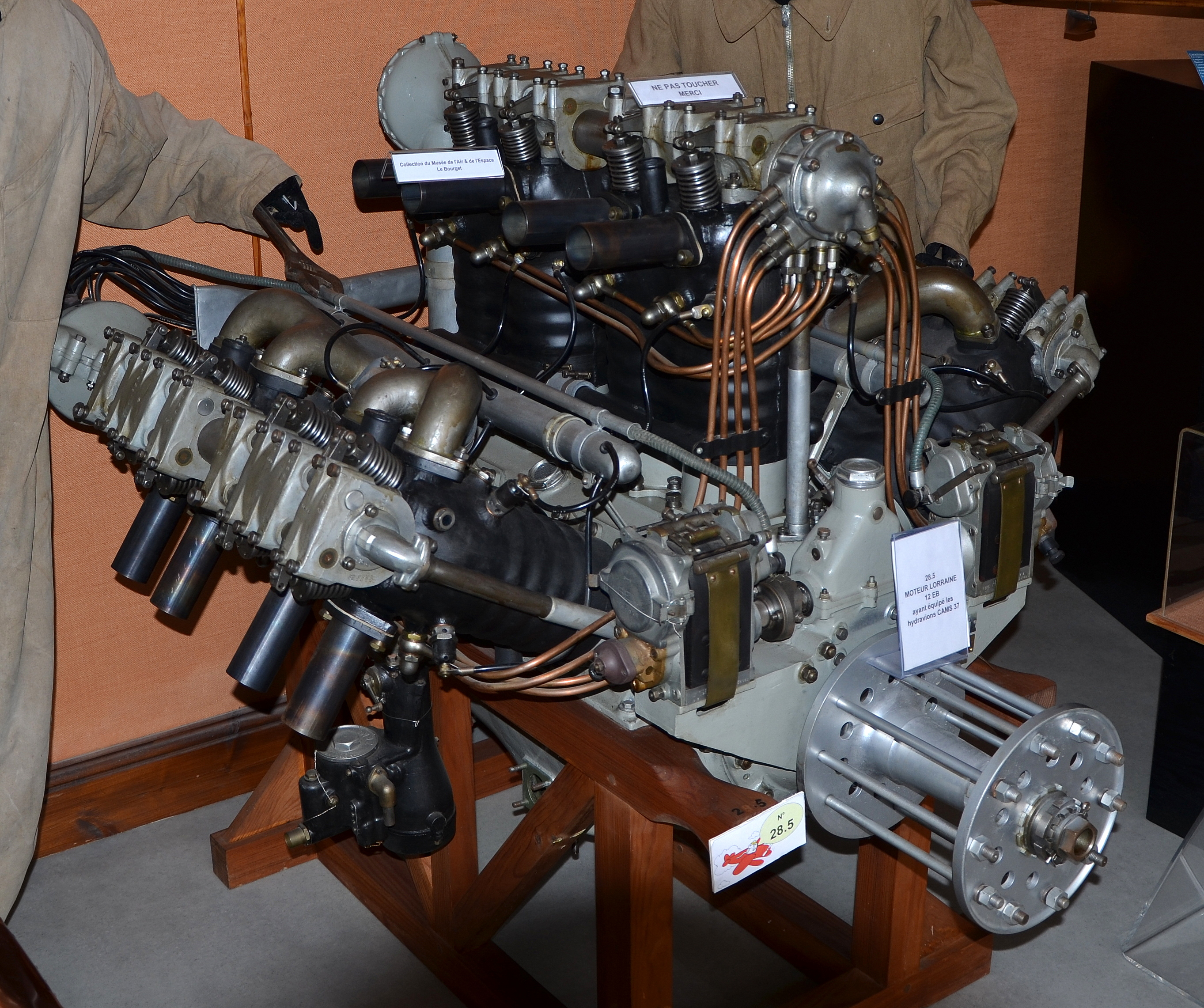
Un motore Lorraine 12 Eb esposto presso il Musée de l'air et de l'espace.

Nacque a Moissac (dipartimento di Tarn e Garonna) il 28 ottobre 1876, figlio di un fonditore. Nel 1891 abbandonò gli studi mentre frequentava la 4ª ginnasio, per andare a lavorare presso le officine paterne. Tra il 1893 e il 1894 entrò come apprendista presso le officine parigine di Gustave Chauveau e di Aimé Witz, denominate Panhard-Levasseur. Nel 1899 si trasferì presso l'industria Clément-Gladiator sita a Levallois-Perret, nell'Hauts-de-Seine, rimanendovi fino al 1901. Nel 1900 presentò la sua prima realizzazione, un motore bicilindrico a V a valvole interne ed esterne, presso l'Esposizione universale tenutasi a Parigi.
Tra il 1901 e il 1902, Barbarou pilotò sovente le sue vetture Clément nelle gare automobilistiche. Nel 1901 abbandonò la Parigi-Berlino, e nel 1902 si classificò undicesimo alla Parigi-Arras-Parigi, diciassettesimo alla Parigi-Vienna, e sedicesimo al Circuito delle Ardenne,  vincendo nel 1902 la prima edizione della 12 Ore di Huy nella categoria delle vetture leggere. Nel mese di giugno vinse la gara di Huy, e nel settembre la Course de côte de Malchamps al Meeting di Spa, lunga un miglio, pilotando una Benz légère 60 HP. Nel corso del 1902 prese parte all’organizzazione della corsa Nizza-La Turbie.
Nell'ottobre 1902 uno membri del consiglio di amministrazione della fabbrica Benz & Cie di Mannheim, Julius Ganss, decise, contro il volere di Karl Benz, di assumere l'ingegnere francese con il compito di rinnovare la gamma dei modelli prodotti dall'industria, che stava patendo la forte concorrenza sul mercato interno portata dal nuovo marchio Mercedes appartenente alla Daimler. Appena assunto iniziò a progettare una nuova gamma di vetture, designate Benz Parsifal, il cui primo modello fu presentato al salone dell'automobile di Amburgo il 30 ottobre 1902. Nel maggio 1903 prese personalmente parte alla corsa automobilistica Parigi-Madrid, classificandosi quarantaseiesimo su una Benz-Parsifal eccezionalmente equipaggiata con un motore da 60 HP.
Uno dei titolari della ditta, Benz, non apprezzava il fatto che un team francese avesse la direzione tecnica della fabbrica, e nei primi mesi del 1904 decise di lasciare l'azienda per dare vita ad un proprio ufficio progetti, diretto dai connazionali Georg Diehl e Fritz Erle. 
Presso la Benz Barbarou realizzò anche il caratteristico marchio della ditta, ma a causa delle sconfitte patite dalle Benz nelle gare automobilistiche a vantaggio delle Simplex, Ganss lo licenziò, e ciò determinò il ritorno di karl Benz in seno all'azienda.
Nel maggio 1904 Barbarou ritornò a Parigi dove insieme ai fratelli Pierre e Robert Delaunay, aiutò a fondare la casa automobilsitica S.A. des Automobiles Delaunay-Belleville. La famiglia Barbarou era proprietaria della società di costruzione caldaie St. Denis a Belleville, e gli stabilimenti della nuova società furono realizzati sfruttando quelli della preesistente azienda. A quell'epoca aveva 28 anni, e maturato una buone esperienza in materia, avendo già lavorato per le case automobilistiche Clément-Gladiator e Benz. La prima vettura realizzata dalla Delaunay-Belleville, con Barbarou come direttore tecnico, fu esposta al Salone di Parigi del 1904, ricevendo enormi consensi.
Appassionatosi al mondo dell'aviazione, il 21 dicembre 1911 si brevettò pilota di aeroplano. Presso la Delaunay-Belleville sviluppò una gamma di automobili di lusso caratterizzata dall'assoluta assenza di vibrazioni, ma nell'aprile 1914 lasciò la casa automobilistica per andare a lavorare presso la concorrente Lorraine-Dietrich.
Nell'agosto successivo la Lorraine-Dietrich fu nazionalizzata a causa dello scoppio della guerra, e verso la fine dell'anno Barbarou iniziò a lavorare come progettista di motori di aeroplano di grande potenza. La sua prima realizzazione, presso lo stabilimento di Argenteuil, fu il motore A.M. 110 a sei cilindri erogante 110 CV a 1 400 giri/minuto. Nel corso della sua permanenza all'ufficio tecnico della ditta progettò motori via via sempre più potenti, fino a culminare con il Lorraine 12Rcr Radium a 12 cilindri a V di 60°) erogante 2 200 CV (1 641 kW) a 4 000 g/min, destinato agli idrocorsa francesi partecipanti alla Coppa Schneider del 1931. Tale motore, di cui furono realizzati sei esemplari, non fu mai messo a punto e venne ben presto abbandonato.
Nel 1919, dopo la fine della guerra, era ritornato per un breve periodo alla progettazione di automobili, assumendo la direzione tecnica della Société des Automobiles Lorraine, dove curò la realizzazione dei principali modelli. Tra di essi è da ricordare la Lorraine-Dietrich B3-6 che corse a Le Mans vincendo nel 1925 e 1926.
Nel 1930 la fabbrica Lorraine-Dietrich assunse la denominazione di Socièté Générale d'Aéronautique (S.G.A.), raggruppando in un'unica entità la fabbrica di produzione automobili e quella di motori per l'aeronautica.
Nel 1934 la ditta S.G.A. Lorraine-Dietrich andò in bancarotta fraudolenta,  e fu messa in vendita. Barbarou lasciò la società nel corso del 1935, privando la ditta di tutte le sue competenze. Gli industriali aeronautici Henry Farman e Marcel Bloch tentarono invano di rilevare la S.G.A., e la ditta rimase solo sul mercato automobilistico. Nel 1937 la fabbrica divenne Société Nationale de Construction de Moteurs (SNCM). Durante la seconda guerra mondiale le officine furono soggette all'occupazione tedesca, affidate all'amministrazione della Daimler-Benz per la produzione di motori destinati alla forze armate germaniche.
Dopo la liberazione la S.N.C.M. fu associata alla Gnome et Rhône, alla Renault e alla GEHL, dando vita alla Socièté Nationale d'Ètudes et de Construction de Moteurs d'Avion. Nel 1951 l'azienda fu venduta al gruppo Potez & Marcel Bloch. Ritiratosi a vita privata, insignito della Croce di Commendatore della Legion d'onore, l'ingegnere Marius Barbarou si spense a Neuilly-sur-Seine l'8 dicembre 1956, e fu inumato a Moissac il 13 dello stesso mese.

## Progetti

### Automobili
- Benz Parsifal
- Delaunay Belleville Model HB4 Tourer
- Delaunay-Belleville F6
- Lorraine-Dietrich B3-6

### Motori aeronautici
- Lorraine-Dietrich 12D (1918)
- Lorraine 14 E Antarès (1928)
- Lorraine 12 Q Eider (1928)[10]
- Lorraine 18 G Orion (1929)
- Lorraine 12 F Courlis (1929)[10]
- Lorraine 12Rcr Radium (1931)[10]
- Lorraine 12H Pétrel (1932)[10]
- Lorraine 12R Sterna (1937)[10]

### Annotazioni
1. ↑  Presso tale industria progettò tre vetture, una due cilindri e due quattro cilindri, tutte messe in produzione.
2. ↑  Che vide in gara anche le vetture di Emil Jellinek, equipaggiate con propulsore da 40 HP.
3. ↑  Con lui arrivarono altri cinque tecnici.
4. ↑  Suo il Brevetto n.702.
5. ↑  Nel 1915 la ditta assunse la denominazione di Socièté Nationale de Construction de Moteurs.
6. ↑  La causa della bancarotta fu il rifiuto dell'industriale Félix Amiot ad accorpare i propri stabilimenti a quelli della Socièté Générale d'Aéronautique. Tale diniego provocò il crollo delle azioni della S.G.A. in borsa. Tre anni dopo la nazionalizzazione e il riordino dell'industria aeronautica nazionale resero possibile tale operazione.
7. ↑  Durante il periodo della resistenza francese egli cambiò nome di Marcel Dassault.

### Fonti
1. 1 2 3 4 5 6  Dick 2005, p. 175.
2. ↑  Voitures Clément en compétition (entre 1897 et 1902).
3. ↑  1901 Grand Prix Archiviato il 14 maggio 2013 in Internet Archive. (team DAN, et suivants).
4. ↑  HILL CLIMB WINNERS 1897-1949 par Hans Etzrodt, part.4 (1927-1930) Archiviato il 23 novembre 2018 in Internet Archive. (Kolombus).
5. ↑  Dick 2005, p. 173.
6. 1 2  Eckermann 2001, p. 52.
7. 1 2 3  Wise, Ward 1974, p. 525.
8. ↑  Gunston 2006, p. 128.
9. 1 2  Codling 2013, p. 15.
10. 1 2 3 4 5 6  Gunston 2006, p. 129.
11. 1 2 3 4 5  Gunston 2006, p. 214.
12. ↑  Gunston 2006, p. 216.